# اثر اسکوات

نحوه شکل‌گیری اثر اسکوات

موج آب کم‌زرفا

اثر اسکوات (به انگلیسی: Squat effect) پدیده‌ای در دینامیک شاره‌ها است و زمانی رخ می‌دهد که بدنهٔ کشتی‌ها در هنگام حرکت، آب را به فضای جناحین خود هدایت کنند و این موضوع سبب می‌شود تا شدت جریان در این مناطق افزایش یابد و بنابراین، باعث ایجاد موج‌ها و آب کم‌ژرفا می‌شود. اثر ونتوری ارتباط تنگاتنگی با اثر اسکوات دارد و در حقیقت می‌توان نتیجه گرفت که کاهش فشار آب و ایجاد مکش در آن به واسطهٔ پدیده ونتوری است.
اثر اسکوات غالباً در آب‌های کم‌عمق به وقوع می پیوندد و این پدیده زمانی ایجاد می‌شود که آبی که می‌بایست به طور معمول در زیر بدنه جریان داشته باشد به واسطهٔ نزدیکی بدنه به کف دریا با مقاومت مواجه شود. اثر اسکوات با ایجاد مکش، تاثیری بر غرق‌شدن کشتی در حالت عمودبه‌عمق (شیرجه زدن نوک دماغه به عمق) ندارد هر چند، باعث ناپایداری شناورها از سمت قوس جناحین می‌شود.